# María Belén Carro
María Belén Carro Márquez de Acuña  (Madrid, 15 de março de 1999) é uma jogadora de vôlei de praia espanhola.

## Carreira
Em 2018 ao lado de Paula Soria representou seu país na conquista da medalha de ouro nos Jogos do Mediterrâneo em Tarragona e juntas foram medalhistas de prata na edição do Campeonato Mundial Universitário de Vôlei de Praia realizado em Munique
Com Daniela Álvarez Mendoza disputou a edição do Campeonato Mundial de Vôlei de Praia Sub-21 realizado em Udon Thani e conquistaram a medalha de bronze.